# Waldemar Szysz
Waldemar Szysz (ur. 22 lutego 1958 w Siedliszczu, zm. 6 maja 2013) – polski malarz, grafik.
W roku 1986 uzyskał dyplom z malarstwa pod kierunkiem prof. Mariana Stelmasika w Instytucie Wychowania Artystycznego Uniwersytetu Marii Curie-Skłodowskiej w Lublinie. Był adiunktem II stopnia na Wydziale Artystycznym Uniwersytetu Marii Curie-Skłodowskiej w Lublinie i Polsko-Japońskiej Wyższej Szkole Technik Komputerowych w Warszawie. W latach 1994–2006 wykładał w Europejskiej Akademii Sztuk w Warszawie, gdzie pełnił funkcję prodziekana wydziału grafiki. Był członkiem Związku Polskich Artystów Plastyków i stowarzyszenia Międzynarodowego Triennale Grafiki w Krakowie. W 1997 roku uzyskał stypendium Ministra Kultury i Sztuki RP, a w roku 2006 odznaczony został Srebrnym Krzyżem Zasługi. 
Był założycielem i opiekunem artystycznym Galerii Europejskiej Akademii Sztuk w Warszawie i Galerii Norwid w Lublinie oraz autorem ponad 20 wystaw indywidualnych (Lublin, Oldenburg, Belfort, Seloncourt, Lipsk, Warszawa). Brał udział w ponad 200 wystawach zbiorowych w kraju (Nałęczów, Lublin, Warszawa, Poznań, Katowice, Chełm, Zamość, Tczew) i za granicą (Cadaques, Joensuu, Toronto, Sint Niklaas, Bages, Wingfield, Barcelona).

## Nagrody i wyróżnienia
- Lublin, Konkurs "Człowiek i Środowisko" (1995 – I Nagroda)
- Warszawa, Konkurs "Grafika warszawska" (1995 – II Nagroda)
- Valletta (Malta), (1995 – wyróżnienie)